# Johann Tobias Krebs (Altphilologe)
Johann Tobias Krebs (* 16. Dezember 1718 in Buttstädt; † 6. April 1782 in Grimma) war ein deutscher Philologe und Pädagoge. Krebs war 19 Jahre lang Rektor der Fürstenschule Grimma.

## Leben
Krebs war der Sohn des Bach-Schülers Johann Tobias Krebs, der als Organist und Kantor in Buttelstedt und Buttstädt tätig war, und der Bruder von Johann Ludwig Krebs. Seine Mutter war die Pfarrerstochter Magdalene Susanne Falcke (1677–1721). Nachdem er die Schule seiner Geburtsstadt frequentiert hatte, besuchte Krebs 1729 die Thomasschule zu Leipzig. Krebs immatrikulierte sich am 5. April 1739 an der Universität Leipzig, wo er nach dem Erreichen der Hochschulreife 1740 ein Studium der Alten Sprachen und der Theologie aufnahm. Einträgliche Stipendien und eine Hauslehrerstelle beim Leipziger Bürgermeister Stieglitz ermöglichten seinen finanziellen Unterhalt.
An der Universität besuchte er die Vorlesungen zur hebräischen Sprache bei Johann Christian Hebenstreit, Philosophie hörte er bei Johann August Ernesti, Geschichte bei Christian Gottlieb Jöcher, Naturlehre wurde ihm von Johann Friedrich Menz und Johann Heinrich Winkler nahegebracht und die Mathematik von Christian August Hausen. Nachdem er sich am 23. Dezember 1742 das Baccalaurat und am 21. Februar 1743 den akademischen Grad eines Magisters der Philosophie erworben hatte, habilitierte er sich 1744 und hielt Vorlesungen über das neue Testament. Im Jahr 1746 wurde er Konrektor am Lyzeum in Chemnitz. 1752 war er als dritter Lehrer an der Fürstenschule Grimma angestellt. Ab 1751 war er Konrektor und 1763 wurde er Rektor der Bildungsanstalt.
In der Aula im Gymnasium St. Augustin in Grimma befindet sich ein historisches Ölgemälde, welches Rektor Krebs zeigt.

## Werke (Auswahl)
- Diss. (Praes. Joh. Frid. Mentzio) de Ephetis, Atheniensium indicibus. Leipzig 1740 (Online)
- Commentatio de Stelitis Atheniensium. Leipzig 1744 (Online)
- Diss. de iudicum Romanorum decuriis. Leipzig 1744 (Online)
- De usu et praestantia lustoriae Romanae in interpretatione novi testamenti libellus. Leipzig 1745
- Hesiodi opera recensuit, versionem Latinam correxit, notulisque instruxit. Leipzig 1745
- Plutarchus de audiendis poëtis, recensuit, emendavit animadversionibus illustravit. Leipzig 1746
- Commentatio de praefecto urbis Romano. Leipzig 1747 (Online)
- Decretum Athenienßum pro Hyrcano, Pontisice M. Judaeorum sanctum commentario grammatico – historico - critico illustratum. Leipzig 1751 (Online)
- Commentatio historico-philologica de provocatione D. Pauli ad Caesarem. Leipzig 1753
- Observationes in novum testamentum e Flavio Josepho. Leipzig 1755 (Online)
- Prolusio de Scholis bene Constitutis Eccelesiae et Reipublicae Seminaiis. Leipzig 1764 (Online)
- Novum Lexicon Graeco-Latinum in Novum D. N. J. C. Testamentum; congessit, et annotationibus philologicis in usum scholarum illustravit Christianus Schoettgenius; nunc recensuit, quamplurimis locorum interpretationibus auxit, et variis observationibus philologicis locupletavit J. T. Krebsius. Leipzig 1765
- Prolusio de prudentia disciplinae scholasticae regundae. Leipzig 1765, (Online)
- Progr. de magna vi neglectae educationis liberorum domesticae in disciplinam scholasticam. Grimma 1767
- De festinato iuvenum discessu e scholis. Grimma 1767
- Decrcta Romanorum pro. Judaeis facta, e Josepho collecta, et Commentario historico-grammatico-critico illustrata. Leipzig 1768
- Commendatio lectionis auctorum veterum e Basilii M. disciplina. Leipzig 1772
- Renovata constitutio scholastica parentum curae in disciplina domestica commendata. Leipzig 1774
- Decretura Byzantiorum factum in honorem Atheniensium emendatum et illustratum, prolusio. Leipzig 1776 (Online)
- Vannus critica in inanes paleas operis elementaris Basedoviani. Leipzig 1776 (Online)
- Opuscula academica et scholastica; denuo recognita. Leipzig 1778 (Online)
- Quaestio, publice-nuper posita, soluta: quid caussae sit, quod hac aetate nostra non tot iuvenes bene praeparati, litterisque tam probe instructi in acadcmias, ut olim, veniant? Leipzig 1779
- Plutarchi Commentarius quomodo Adolescens Poetas avdire, debeat Graece et Latine ex Interpretatione Xylandri Secundus Curis, recensitus emendatus et multis animadversionibus novis illustratus opera. Leipzig 1779 (Online)
- Idem secundis curis recensitus, emendatus, et multis animadversionibus novis illustratus. Leipzig 1779
- Progr. de dactyliothecis veterum. Leipzig 1780
- Vindiciae quorumdam locorum Novi Testamenti, a Joanne Toupio V. Cl. Temere solicitatorum. In: Novis Actis Eruditorum a. 1775 Jul. p. 315–348